# 伊伯內什蒂鄉 (瓦斯盧伊縣)
46°23′47.6″N 27°37′27.04″E / 46.396556°N 27.6241778°E
伊伯內什蒂鄉（羅馬尼亞語：Comuna Ibănești, Vaslui），是羅馬尼亞的鄉份，位於該國東北部，由瓦斯盧伊縣負責管轄，面積42平方公里，海拔高度150米，2007年人口1,574，人口密度每平方公里38人。